# Tonga i olympiska sommarspelen 2008
Tonga deltog i de olympiska sommarspelen 2008 med en trupp bestående av tre deltagare, två män och en kvinna, men ingen av landets deltagare erövrade någon medalj.

## Friidrott
Förkortningar

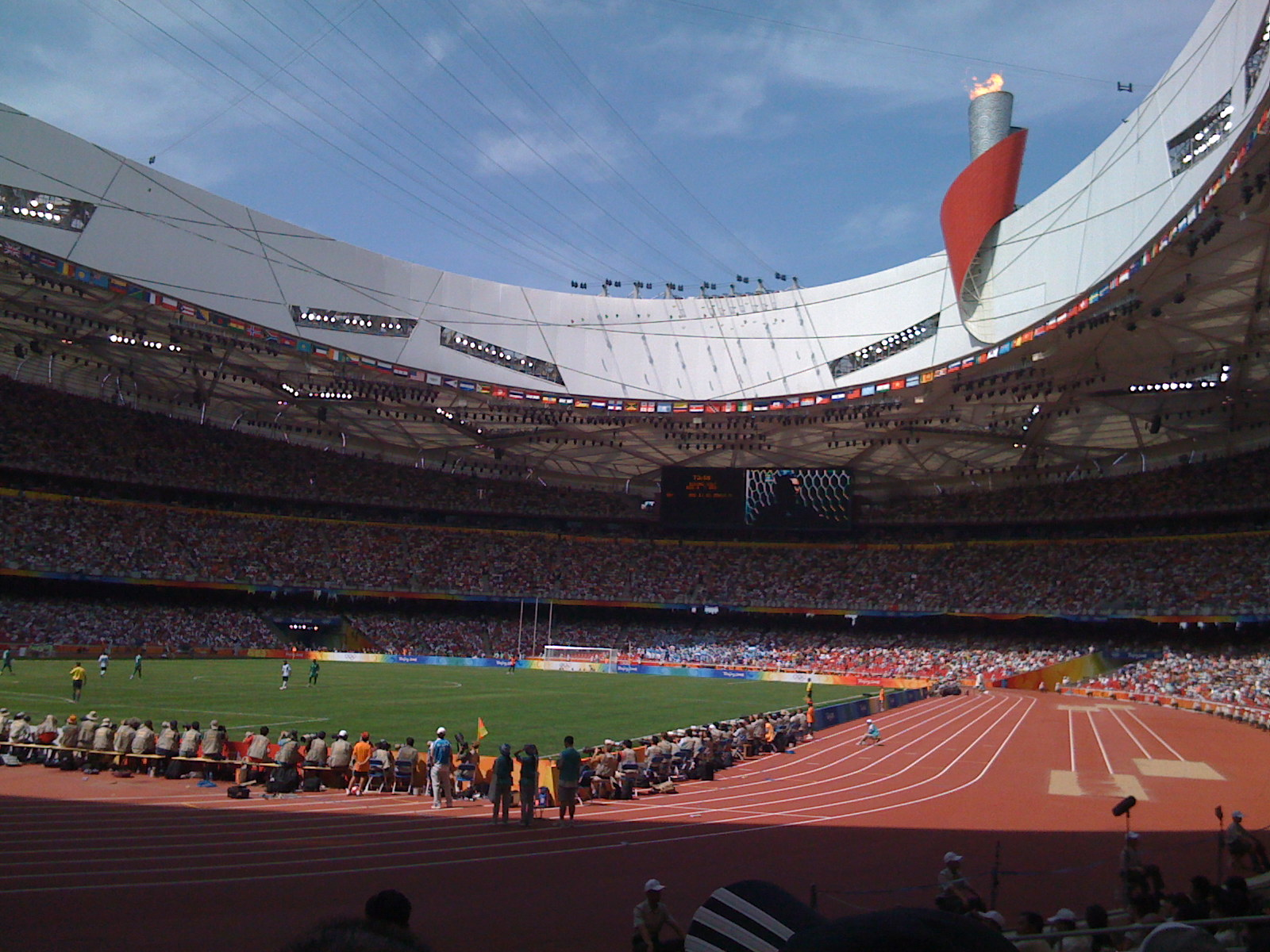
Beijing National Stadium, där Po'uhila och Tohi tävlade i sina grenar.

- Noteringar – Placeringarna avser endast löparens eget heat
- Q = Kvalificerad till nästa omgång
- q = Kvalificerade sig till nästa omgång som den snabbaste idrottaren eller, i fältgrenarna, via placering utan att uppnå kvalgränsen.
- NR = Nationellt rekord
- N/A = Omgången ingick inte i grenen
- Bye = Idrottaren behövde inte delta i denna omgång

Herrar
Bana och landsväg
| Idrottare  | Gren  | Heat     | Heat      | Kvartsfinal      | Kvartsfinal      | Semifinal        | Semifinal        | Final            | Final            |
| Idrottare  | Gren  | Resultat | Placering | Resultat         | Placering        | Resultat         | Placering        | Resultat         | Placering        |
| ---------- | ----- | -------- | --------- | ---------------- | ---------------- | ---------------- | ---------------- | ---------------- | ---------------- |
| Aisea Tohi | 100 m | 11.17    | 7         | Gick inte vidare | Gick inte vidare | Gick inte vidare | Gick inte vidare | Gick inte vidare | Gick inte vidare |

Damer
Fältgrenar
| Idrottare    | Gren        | Kval  | Kval      | Final            | Final            |
| Idrottare    | Gren        | Längd | Placering | Längd            | Placering        |
| ------------ | ----------- | ----- | --------- | ---------------- | ---------------- |
| Ana Po'uhila | Kulstötning | 16.42 | 27        | Gick inte vidare | Gick inte vidare |